# Phyllophaga chapini
Phyllophaga chapini är en skalbaggsart som beskrevs av Saylor 1940. Phyllophaga chapini ingår i släktet Phyllophaga och familjen Melolonthidae. Inga underarter finns listade i Catalogue of Life.